# Ordine al merito militare (Repubblica Dominicana)
L'ordine al merito militare è un ordine cavalleresco dominicano.
È stato fondato il 15 novembre 1930 dal presidente Rafael Leónidas Trujillo.

## Divisioni e classi
L'ordine è suddiviso in tre divisioni:
- per il combattimento o il servizio in guerra
- per il servizio lungo e fedele
- per altro servizio

Le divisioni sono divise nelle seguenti classi di benemerenza che danno diritto al post-nominale MM
- I classe: generali
- II classe: ufficiali superiori
- III classe: ufficiali inferiori
- IV classe

## Insegne
- I  nastri cambiano a seconda della divisione.